# Ditlef Nielsen
Christian Ditlef Nielsen, född den 4 februari 1874 i Köpenhamn, död den 15 januari 1949, var en dansk religionshistoriker.
Nielsen blev teologie kandidat 1899, studerade semitiska språk och religionshistoria i Tyskland 1900-04, tog doktorsgraden i filosofi 1906 (på avhandlingen Studier over oldarabiske Indskrifter) och anställdes 1915 vid universitetsbiblioteket i Köpenhamn. Han skrev Die altarabische Mondreligion und die mosaische Überlieferung (1904), Neue ḳabatanische Inschriften (1906), Der sabäische Gott Ilmukah (1909) och Der dreieinige Gott in religionshistorischer Beleuchtung (1922).
Nielsen blev 1932 bibliotekarie vid Det Kongelige Bibliotek. I Det historiske Jesus (1924, 2:a upplagan 1933, svensk översättning 1925) försökte han med hjälp av jämförande religionshistoria och nytestamentlig textkritik göra en rekonstruktion av Jesu Liv. Han var även från 1927 utgivare av Handbuch der altarabischen Altertumskunde.